# Pisistrata trypheropa
Pisistrata trypheropa är en fjärilsart som beskrevs av Edward Meyrick 1924. Pisistrata trypheropa ingår i släktet Pisistrata och familjen äkta malar.
Artens utbredningsområde är Samoa. Inga underarter finns listade i Catalogue of Life.